# Полуботок Андрій Павлович
Андрій Павлович Полуботок (1695 — 28 листопада 1744) — бунчуковий товариш.

## Біографія
Біографічні відомості про нього досить скупі, і переважно пов'язані з господарською діяльністю. Молодший син майбутнього гетьмана Війська Запорозького Павла Полуботка та Євфимії Самойлович. 
В 1728—1744 рр. обіймав посаду бунчукового товариша. Після смерті брата Якова в 1734 р., взяв опіку над племінниками.
26 квітня 1739 р. через від’їзд у військовий похід написав заповіт.

## Маєтності
В 1726 р. з братом Яковом поступився слобідкою Деревини бунчуковому товаришеві Степану Тарновському. Того ж року Андрій і Яків Павловичі поступилися своїй тітці Марії Василівні та її синові Пилипу Борзаковському селом Буймером, хутором у селі Хицях та 700 руб. грошей, із зобов'язанням купити їй із сином млин з дома колами на р. Пселі в присілку Бережки. 
За ним із братом Яковом було записані значні маєтності, зокрема село Михайлівка (нині Сумський район).

## Родина
Був одружений з Марією Андріївною Кондратьєвою, онукою полковника Герасима Кондратьєва.